# Maria 01
Maria 01 est une pépinière d'entreprises située dans le quartier de Kamppi à Helsinki en Finlande.

## Présentation
En 2016, l' ancien hôpital de Maria est rénové et devient un campus de pépinière d'entreprises  cogérée par la ville d'Helsinki, le fonds d'amorçage Startup-säätiö (fi) et le centre d'entrepreneuriat d'Helsinki.
Maria 01 accueille sous un même toit des startups, des sociétés de capital-risque, des réseaux d'investisseurs nationaux et internationaux, des entreprises et d'autres acteurs de l'écosystème. La proximité entre tous les acteurs de l'écosystème entrepreuneurial au sein de Maria 01 permet la collaboration et le partage des connaissances sur place.
En 2022, le campus accueille les start up sur une superficie de 20 000 m2.
Entre 2017 et 2021, les startups hébergées ont levé 958 M€ de fonds.
La demande d'espace pour le campus, situé au cœur d'Helsinki, dépasse sa capacité et il y a une demande constante d'espace supplémentaire. Ce qui conduit à développer Maria 01 tant en termes de locaux que de services. De nouvelles constructions sont prévues dans la partie sud de la zone, et l'ensemble de l'ancienne zone hospitalière se transformera en un pôle cohérent de nouvelles entreprises.
YIT développe le futur campus en coopération avec le futur propriétaire Keva, la communauté Maria 01, la ville d'Helsinki et le réseau de partenaires.
L'objectif des partenaires est d'en faire lacplus grande plateforme de jeunnes pousses d'Europe.

## Investisseurs
En 2022, les investisseurs sont:
- Aikainen
- Balderton
- Butterfly Ventures
- Courage Ventures Funds
- Evli Growth Partners
- FOV Ventures
- Fiban (fi)
- Gorilla Capital
- Helen Ventures
- Index Ventures
- Inventure
- Lifeline Ventures (fi)
- Maki.vc
- NordicNinja
- Northzone Ventures (fi)
- Play Ventures
- Schibsted
- Spintop Ventures
- Superhero Capital
- Trind VC
- Valkea Growth Club
- Voima Ventures
- Wave Ventures

## Partenaires
En 2022, les partenaires sont:
- Aiven
- Amazon Web Services
- Arrow
- DO OK
- Danske Bank
- EMU Growth Partners
- Fortum
- Greenstep
- HubSpot
- KPMG
- Konecranes
- L&T
- Lexia
- MacPeople
- Magic Cloud
- Mäkitalo
- Nordea
- Oomi
- San Francisco
- Telia
- WithSecure

## Startups
Les startups de Maria 01 regroupent 40 nationalités des activités diverses telles que là technologie financière, logiciels d'enterprise, analyse des données & mégadonnées ou le Jeu vidéo.
En 2022, les 167 startups présentes à Maria 01 sont:

## Galerie

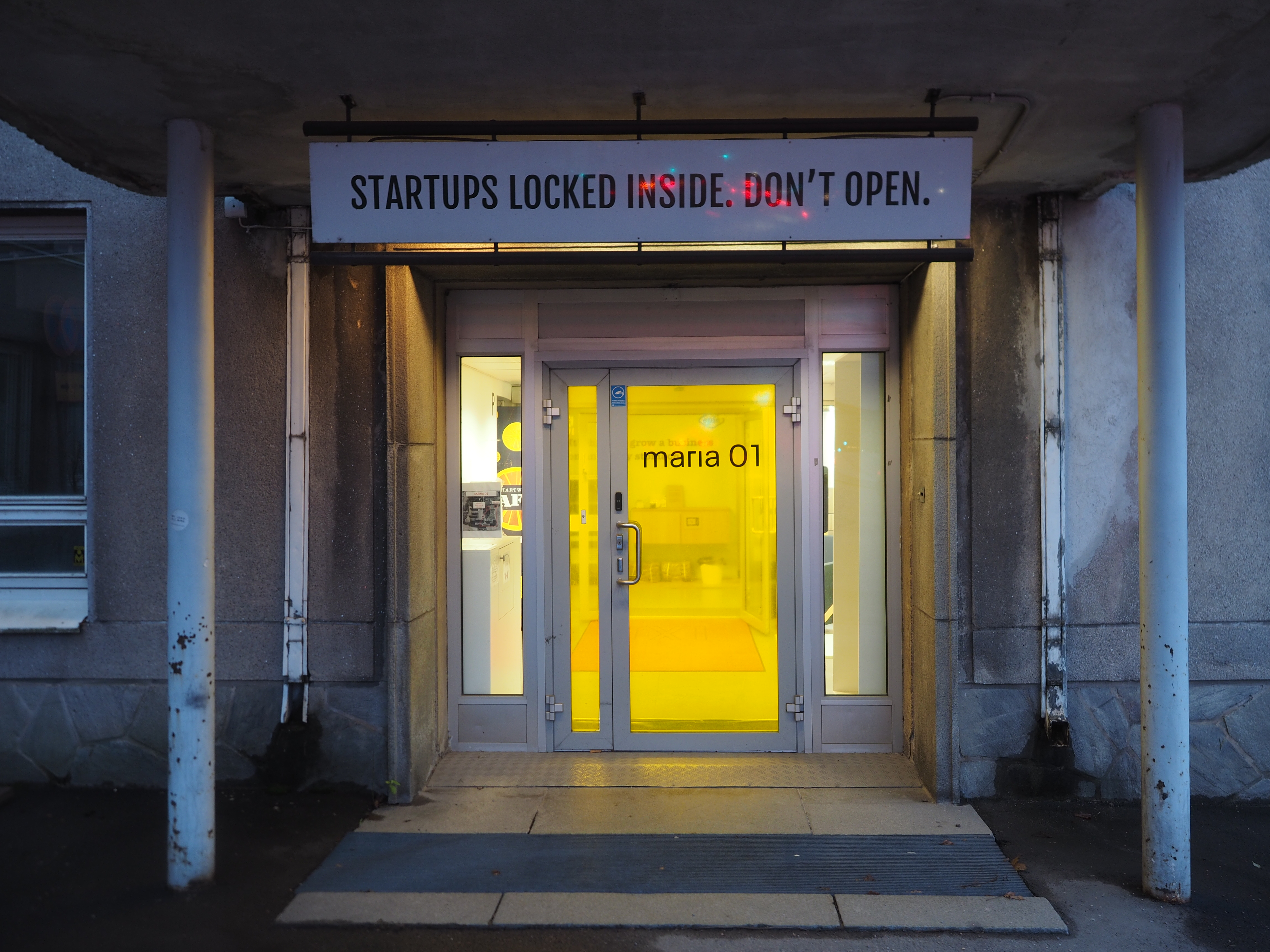
Une entrée de Maria 01.